# Viesly
Viesly település Franciaországban, Nord megyében. Lakosainak száma 1364 fő (2022. január 1.). Viesly Saint-Vaast-en-Cambrésis, Beaumont-en-Cambrésis, Béthencourt, Briastre, Inchy, Quiévy, Saint-Hilaire-lez-Cambrai, Saint-Python és Solesmes községekkel határos.

## Népesség
A település népessége az elmúlt években az alábbi módon változott:
| Lakosok száma | 1483 | 1502 | 1567 | 1506 | 1460 | 1414 | 1394 | 1379 | 1364 |
|               | 2013 | 2015 | 2016 | 2017 | 2018 | 2019 | 2020 | 2021 | 2022 |